# Мелек-Чесменський курган

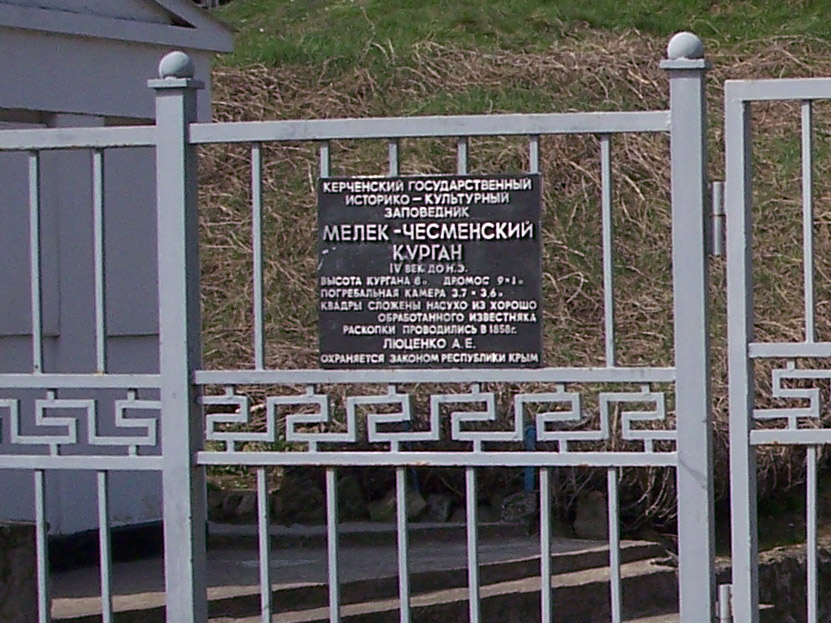
Інформаційна дошка на огорожі кургану

 Меле́к-Чесме́нський курга́н  — споруда для поховання IV століття до нашої ери, розташована у центральній частині Керчі, АР Крим, Україна.

## Історія
Назва кургану походить від назви розташованої поряд річки Мелек-Чесме («Джерело ангела», в перекладі з татарської). Курган був знайдений 13 грудня 1858 році під час археологічних розкопок якими керував директор Керченського музею старожитностей О. Ю. Люценко. Висота кургану була на той час 12 м (тепер 8 м), окружність приблизно 200 м). Склеп є характерною архітектурною спорудою Боспорського царства яке знаходилось на цій території у IV — III сторіччі до нашої ери. Виявилось що склеп був пограбований у давнину і тому знахідки були незначні: залишки саркофагу з деревини, уламки алабастрового посуду та бронзовий браслет.
Поховальна споруда кургану складається з двох частин, а саме поховальної камери та дромоса. Поховальна камера була виконана у формі квадрату (3,7x3,7 м) з кам'яних плит та мала пірамідальну стелю. Кам'яні плити стін у верхній частині поступово здвинуті таким чином що створюють пірамідальну стелю і зверху поховальна камера перекривається однією плитою. Дромос виконаний також із кам'яних плит і прикрашений фронтоном. У червні 1863 році у північній частині кургану було знайдено надгробний камінь I сторіччя н. е. з рельєфним зображенням жінки та написом «Ма, теща Іосара, прощавай». Після виконання реставраційних робіт у 1871 році споруда кургану була відкрита для публічного огляду.
Археологічний об'єкт належить до Керченського історико-культурного заповідника і знаходиться поруч із Центральною автостанцією Керчі.